# Berufsmission
Als Berufsmission (ältere Bezeichnung: Standesmission) wird eine Vereinigung bezeichnet, die es sich zum Ziel gesetzt hat, mit Angehörigen bestimmter Berufsgruppen über Fragen des christlichen Glaubens ins Gespräch zu kommen und praktische Hilfe anzubieten. Die Mehrheit der Berufsmissionen versteht sich als überkonfessionell, eine allerdings nicht unbedeutende Minderheit, die vorwiegend dem katholischen Bereich zuzuordnen ist, arbeitet in enger konfessioneller Anbindung.

## Geschichte
Bereits in der mittelalterlichen Kirche sammelten sich verschiedene Berufsstände und Handwerkergilden um einen Schutzpatron. Daraus entwickelten sich so genannte Bruderschaften mit den Zielen, sich einerseits durch die Fürsprache des jeweiligen Schutzpatrons einen besonderen Segen zu sichern und andererseits das geistliche Leben innerhalb des jeweiligen Berufsstandes zu fördern.
Im älteren Pietismus des 17. Jahrhunderts finden sich lose Vereinigungen gläubiger Handwerkerburschen, die als Vorläufer der späteren evangelischen Berufsmissionen angesehen werden können. Deutsche Handwerkergesellen waren in der Mitte des 19. Jahrhunderts Träger der freikirchlichen Missionsarbeit und wurden auf ihren Wanderschaften zu Gründern vieler Baptisten- und Methodistengemeinden.
Evangelische Berufsmissionen im eigentlichen Sinne entstanden allerdings erst im letzten Drittel des 19. Jahrhunderts infolge der Erweckungsbewegung, die sich vor allem in England, in den Niederlanden, in der Schweiz und in Deutschland ausgebreitet hatte. Zu den ältesten Berufsmissionen gehört die Kellnermission. Sie entstand 1872 im südfranzösischen Cannes, wo das deutsche Auslandspfarramt der Evangelischen Kirche ein Kellnerheim für „sittlich und seelisch gefährdete Hotelangestellte“ eingerichtet hatte. 1893 entstand in Frankfurt am Main durch einen missionarisch engagierten Kellner die erste deutsche Kellnermission, Keimzelle des 1906 gegründeten Internationalen christlichen Kellnerbundes mit Zweigen in der Schweiz und in England. Weitere Berufsmissionen der Anfangsphase waren die Binnenschiffermission (gegründet 1877 in Berlin) und die Bäckermission (gegründet 1889, ebenfalls in Berlin). Die Wurzeln der deutschen Seemannsmission liegen in dem von Johann Hinrich Wichern 1854 in Bremen errichteten ersten Seemannsheim.
Wichtiger Ausgangspunkt für die Bildung der katholischen Berufsmissionen war die Wirksamkeit des Priesters Adolph Kolping (1813–1865) und die von ihm initiierten Gesellenvereine, die zur Gründung des Kolpingwerkes führten.
In jüngerer Zeit traten neben der Berufswelt auch die Freizeit und das Hobby der Berufstätigen ins Blickfeld der Berufsmissionen. Es entstanden eine ganze Reihe eigenständiger Organisationen. Beispiele dafür sind Sportler ruft Sportler, das christliche modellbahn team, Ichtues – Christen im Golfsport, die Bibel Biker. sowie die evangelisch-freikirchliche Drachensportler-Vereinigung Ewigkite.

## Ziele und Arbeitsweisen
Im Fokus der Berufsmissionen standen zunächst Angehörige solcher Berufe, die aufgrund ihrer Arbeitszeiten nur unregelmäßig bzw. gar nicht die Veranstaltungsangebote der Kirchen wahrnehmen konnten. Dazu gehörten vor allem Seeleute, Mitarbeiter im Hotel- und Gaststättengewerbe sowie Bäcker und Schausteller. Ein weiteres Ziel dieser volksmissionarischen Bemühungen waren Berufstätige, die in der Epoche der Industrialisierung vom Land und aus der Kleinstadt in die Großstädte strömten und dort zum Proletariat wurden. Neben speziellen Angeboten, die auf die Bedürfnisse dieser Gruppe eingingen, kam es bei verschiedenen Berufsmissionen auch zur Gründung spezieller diakonischer Vereine, die Träger von Wohnheimen und Schulen für Erwachsenenbildung wurden. Auch die Literaturarbeit wurde zu einem wichtigen Arbeitszweig der Berufsmissionen.
Ein weiteres Ziel der Berufsmissionen ist es, Angehörige gleicher oder ähnlicher Berufsfelder miteinander in Kontakt zu bringen und ihnen für den Austausch über berufsspezifische Probleme eine Plattform zu bieten. Hierzu dienen die regelmäßigen örtlichen Treffen und überregionale Tagungen und Konferenzen.
Auch das missionarische Gespräch mit glaubensdistanzierten Kollegen, Geschäftspartnern und Kunden sowie die Anleitung und Hilfe dazu verstehen viele Berufsmissionen als eine ihrer wichtigen Aufgaben.

## Berufsmissionen in Auswahl

Logo der Christen in der Wirtschaft e. V.

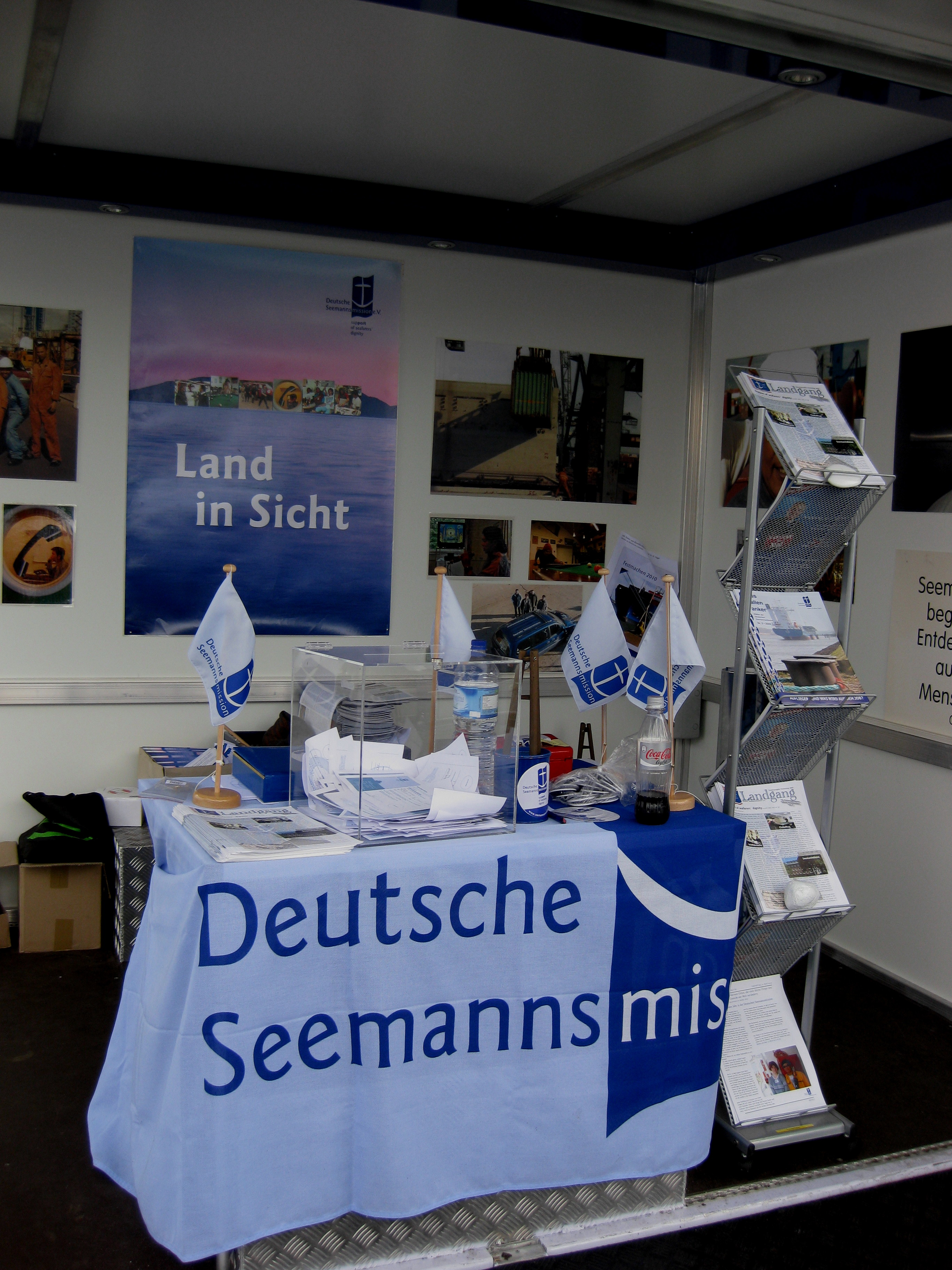
Stand der Deutschen Seemannsmission beim 32. Deutschen Evangelischen Kirchentag 2009 in Bremen am Europahafen

Logo des Deutschen Christlichen Technikerbundes

Logo von Campus für Christus

### Berufstätige allgemein
- Christen im Beruf; neuer Name: faktor c. Christen im Beruf
- Missionarischer Berufstätigenring

### Handwerk
- Bäckermission (heute: Christliche Bäcker- und Konditoren-Vereinigung[16])
- Christ und Friseur. Vereinigung Christlicher Friseure in Deutschland[17] mit Sitz in Bad Rappenau[18]
- Kolpingwerk

### Dienstleistungen
- Kellnermission (heute: Kirchlicher Dienst im Gastgewerbe[19])
- Berliner Gasthausmission[20]

### Wirtschaft
- Christen in der Wirtschaft
- Internationale Vereinigung christlicher Geschäftsleute[21]
- Christliche Geschäftsleute Schweiz[22]
- Christen in der BASF[23]
- Christen in der Automobilindustrie[24]
  - Christen bei Audi[25]
  - Christen bei Daimler[26]
  - Christen bei Volkswagen[27]
- Internationale Vereinigung christlicher Unternehmer (römisch-katholischer Zusammenschluss)

### Gesundheitswesen
- Christen im Gesundheitswesen[28]
- Katholische Ärztearbeit Deutschlands[29]
- KÄM – Kreis katholischer Ärzte München – bundesweit[30]
- Vereinigung christlicher Heilpraktiker[31]

### Militär
- Cornelius-Vereinigung – Christen in der Bundeswehr. Die Ursprünge gehen auf den von General Georg von Viebahn 1898 gegründeten Verband gläubiger Offiziere zurück.

### See- und Binnenschifffahrt
- Seemannsmission
- Binnenschiffermission[32]

### Fernfahrer
- Truckermission Cafe on Tour[33]

### Zirkus- und Schaustellergewerbe
- Katholische Zirkus- und Schaustellerseelsorge[34]
- Zirkus- und Schaustellermission (heute: Zirkus- und Schaustellerseelsorge)

### Künstler
- Gemeinschaft christlicher Künstler[35]
- Gemeinschaft christlicher Zauberkünstler e. V.[36]
- Das Rad – Christen in künstlerischen Berufen[37]

### Öffentlicher Dienst

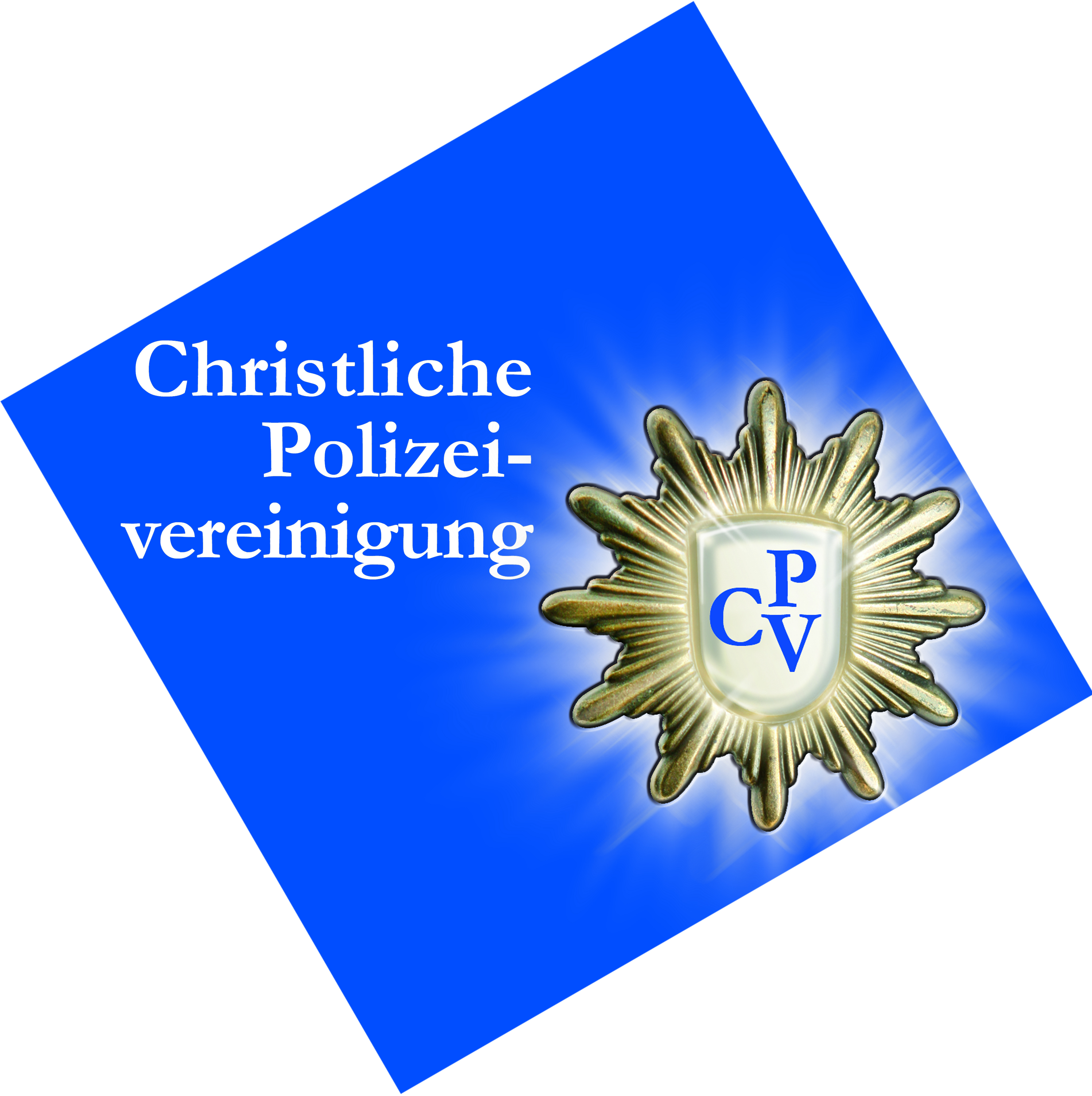
Logo der Christlichen Polizeivereinigung

- Christliche Post- und Telekomvereinigung in Deutschland[38]
- Christliche Polizeivereinigung e. V.[39]
  - Christliche Polizeivereinigung (Deutschland)
  - Christliche Polizei Vereinigung (Österreich)
  - Christliche Polizei Vereinigung Schweiz
- RailHope – Christen bei den Bahnen (bis 2019: Christliche Vereinigung deutscher Eisenbahner)[40]
- Evangelisch-Christliches Verkehrspersonal der Schweiz[41]

### Akademiker
- Evangelische Akademikerschaft in Deutschland
- Studiengemeinschaft Wort und Wissen[42]

### Campus
- Studentenmission in Deutschland
- Campus für Christus Deutschland
- Navigatoren
- Studenten für Christus

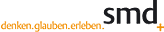
Logo der Studentenmission

- Deutscher Christlicher Techniker-Bund